# Чарли Макивој
Чарлс „Чарли” Макивој Јуниор (енгл. Charles A. "Charlie" McAvoy, Jr. — Лонг Бич, 21. децембар 1997) професионални је амерички хокејаш на леду који игра на позицијама одбрамбеног играча.
Члан је сениорске репрезентације Сједињених Држава за коју је на међународној сцени дебитовао на светском првенству 2017. године.
Учествовао је на улазном драфту НХЛ лиге 2016. где га је као 14. пика у првој рунди одабрала екипа Бостон бруинса. Пре него што је заиграо у професионалној конкуренцији одиграо је две сезоне у колеџ лиги за екипу Универзитета Бостон.